# لوئیس اوئزبال
لوئیس اوئزبال (انگلیسی: Luis Oruezábal; ۱۳ مهٔ ۱۹۵۲ – ۳۱ دسامبر ۲۰۱۴) بازیکن فوتبال اهل آرژانتین بود.
از باشگاه‌هایی که در آن بازی کرده‌است می‌توان به باشگاه فوتبال گرانادا و باشگاه فوتبال ولز سارسفیلد اشاره کرد.